# Третя династія єгипетських фараонів

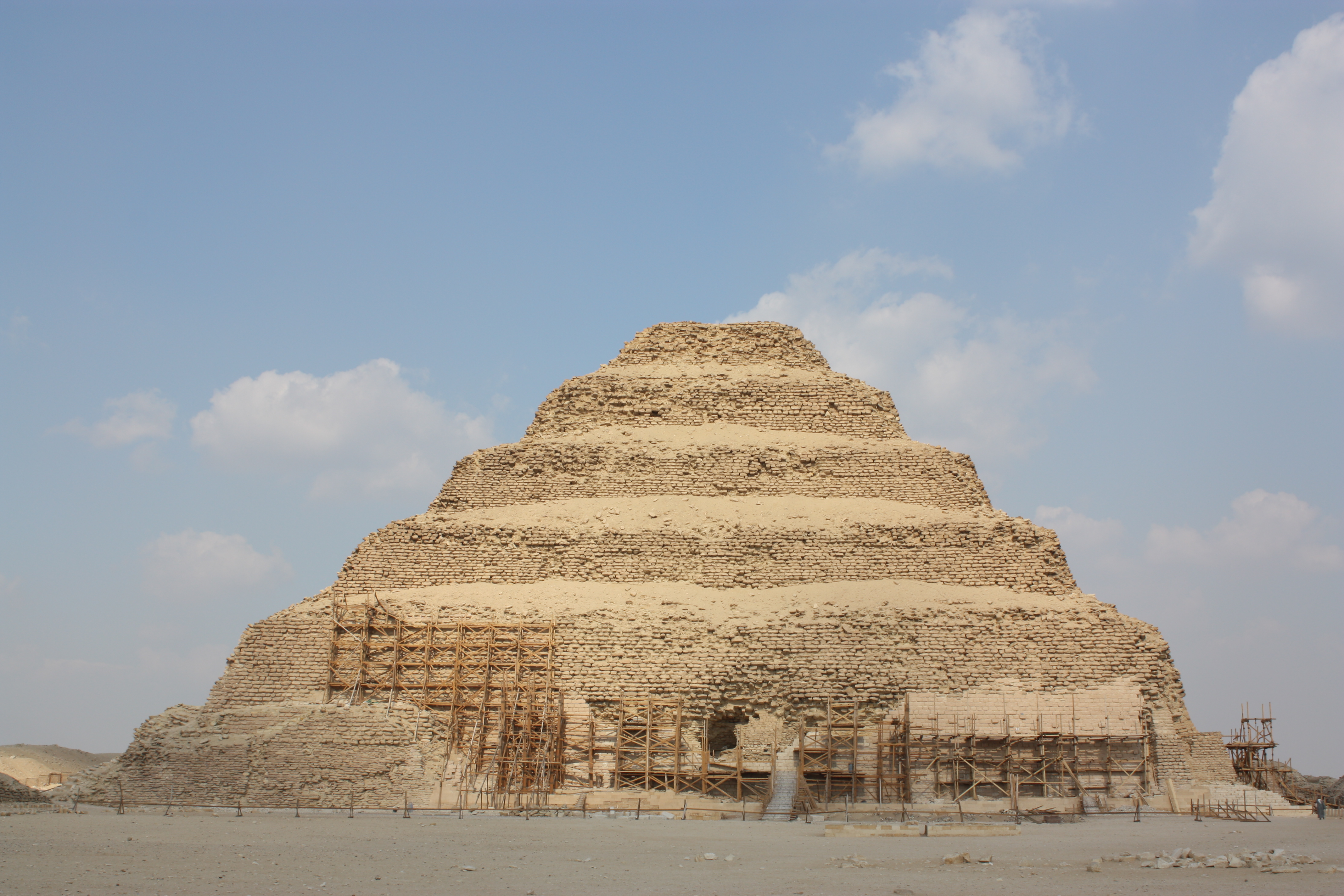
Піраміда Джосера — споруда часів Третьої династії

Третя династія Стародавнього Єгипту, нарівні з IV,  V і VI династіями, належить до періоду Стародавнього Царства й датується приблизно 2686–2575 роками до н. е. (за іншими оцінками  2727–2655 роками до н. е.). Столиця в той час була в місті Мемфісі.
Час Третьої династії відрізнявся відносним спокоєм у країні, що дало змогу її правителям розвинути широку будівельну діяльність. Саме до цієї династії належить правління фараона Джосера, який уперше використав як місце поховання споруду пірамідальної форми.

## Правителі
Хоча Туринський та Абідоський списки називають першим правителем Третьої династії Санахта (Небко), багато сучасних єгиптологів вважають засновником династії Джосера. На це, зокрема, вказує порядок переліку попередників Хуфу в папірусі Весткар.
| Особисте ім'я | Тронне ім'я   | Хорове ім'я |
| ------------- | ------------- | ----------- |
| Небка         | -             | Санахт      |
| Джосер        | Нечеріхетнебу | Нечеріхет   |
| Джосертеті    | -             | Сехемхет    |
| -             | -             | Хаба        |
| Гуні          | Неферкара     | Кахеджет    |